# سوئیت (موسیقی)

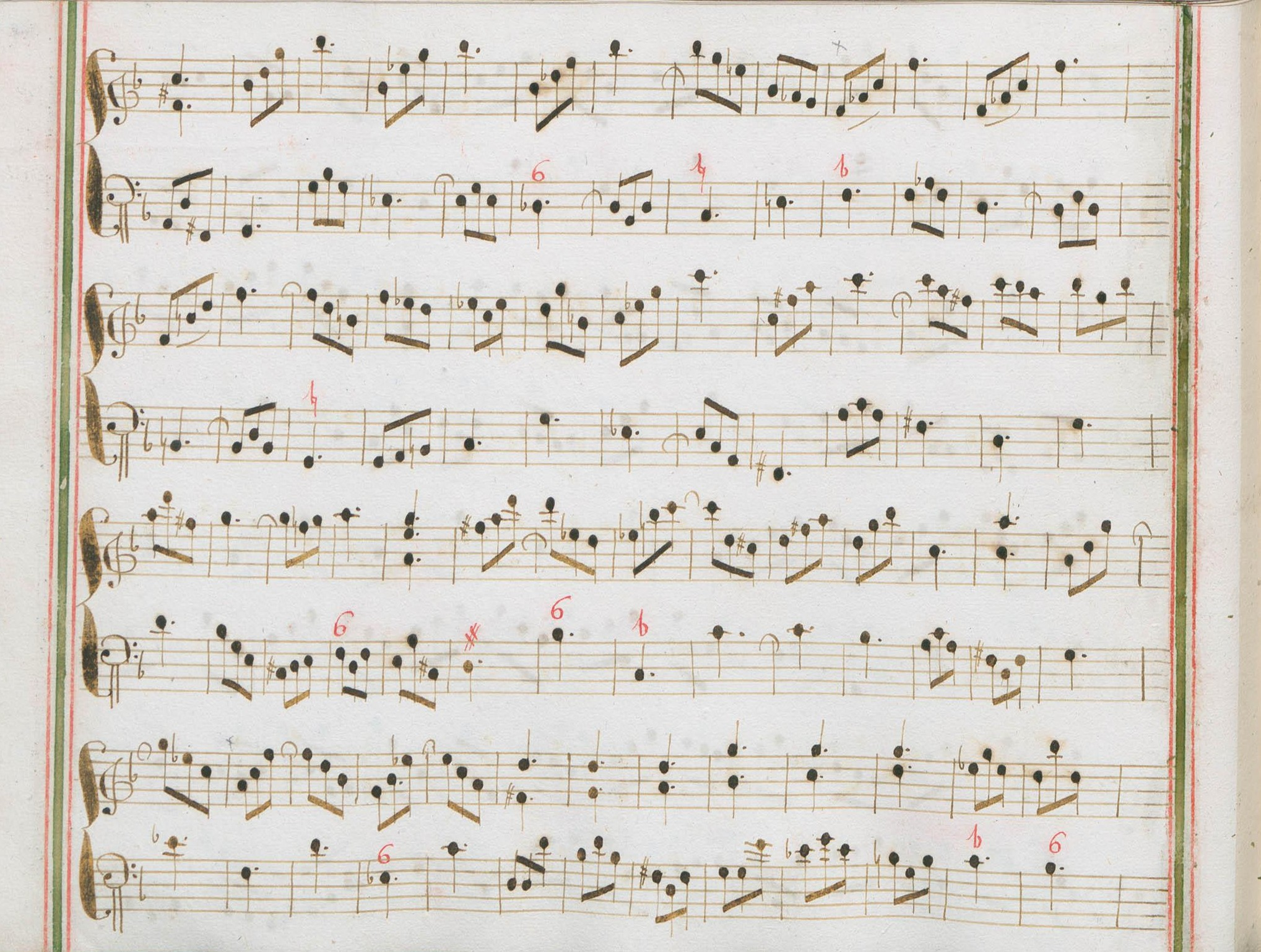
نمونه نوت هایی از موسیقی سوئیت

سوئیت (انگلیسی: Suite) مجموعه‌ای از قطعه‌های به‌هم‌پیوسته و مرتبط از موسیقی سازی یا ارکسترال است. این فرم موسیقایی در قرن چهاردهم میلادی از آمیختگی نغمه‌های رقص متولد شد و کم‌کم به مجموعه‌ای از پنج رقص، گاه به‌همراه یک پرلود، در اوایل قرن هفده تکامل یافت. موومان‌های سوئیت معمولاً به‌صورت موضوعی یا موسیقایی کاملاً همبسته‌اند.
سوئیت‌ها معمولاً به فرم دوبخشی (باینری) هستند؛ با وجود این آهنگسازان فرانسوی به استفاده بیشتر از قطعاتی با فرم روندو علاقه‌مند بودند.